# Le Chœur joie
Pistes de Chœurs
Déjanire La Puissance de Cypris
Le Chœur joie est la troisième chanson de l'album Chœurs de Bertrand Cantat, Pascal Humbert, Bernard Falaise et Alexander MacSween conçu pour constituer les chœurs antiques de la trilogie « Des femmes » de Sophocle adaptée et mise en scène en 2011 par Wajdi Mouawad. Elle illustre Les Trachiniennes, le premier volet de la trilogie.

## Argument
Déjanire est informée du retour de son époux Héraclès. Transportée par la joie de retrouver le mari aimé, et tant attendu depuis quinze mois, elle s'apprête et prépare le foyer. Bientôt Lichas, le messager, apportera la nouvelle du retour, accompagné de conquêtes, de son ami d'Héraclès.
Le Chœur de joie est repris du court intermède lyrique et chorégraphique (hyporchème) des Trachiniennes,.

## Musiciens ayant participé à la chanson
- Bertrand Cantat, chant, guitare, harmonica
- Pascal Humbert, basse, contrebasse
- Bernard Falaise, guitare
- Alexander MacSween, batterie, percussions